# Lorentzkraft-Anemometrie

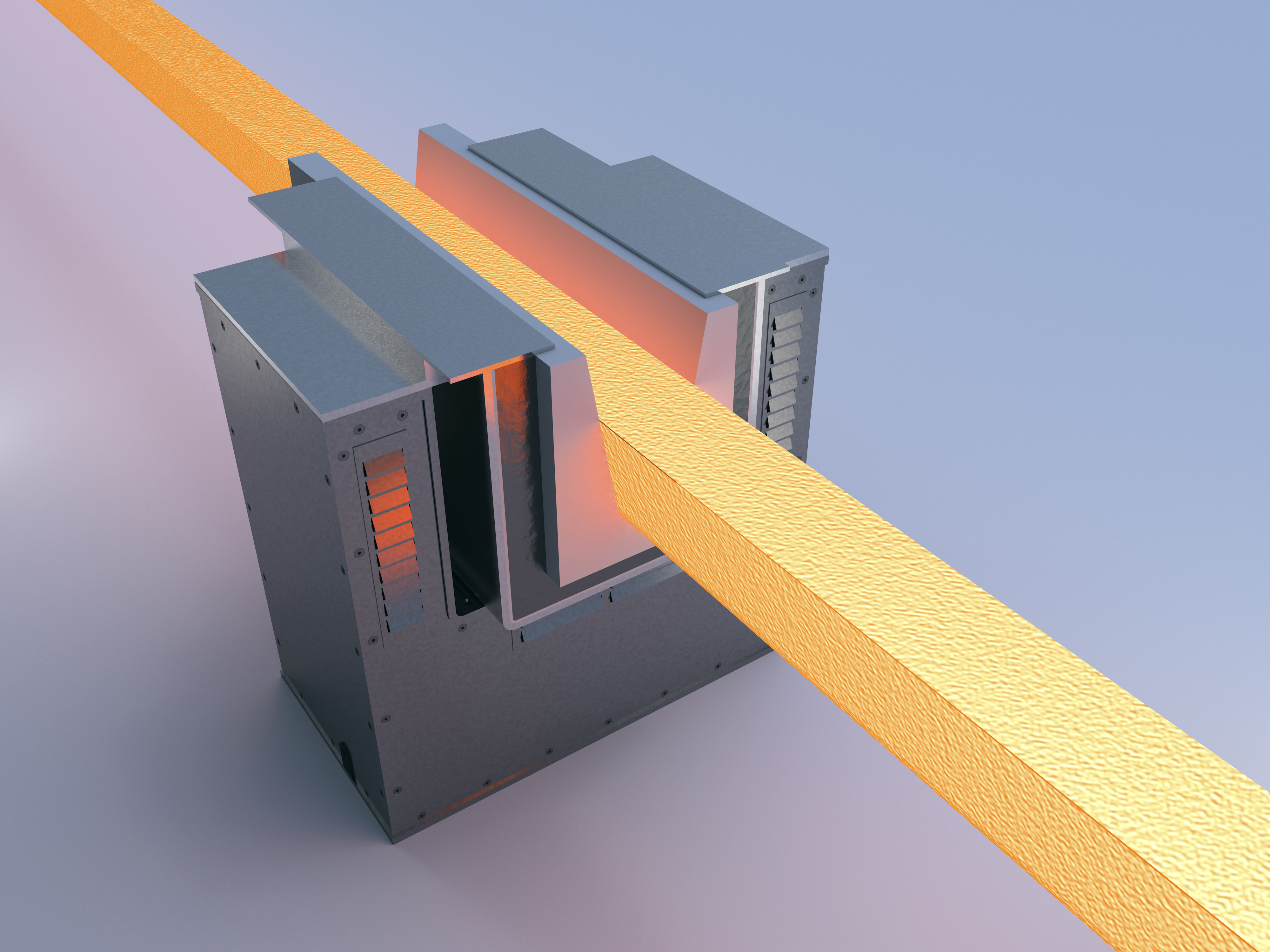
Rendering eines Prototyps eines Lorentzkraft-Anemometers

Lorentzkraft-Anemometrie (abgekürzt LKA) ist ein berührungsloses elektromagnetisches Strömungsmessverfahren für elektrisch leitfähige Fluide. Die Lorentzkraft-Anemometrie ist besonders für Strömungsmessungen in Flüssigmetallen geeignet und wird deshalb gegenwärtig auf ihre Anwendbarkeit in der Aluminium- und Stahlindustrie erforscht. Ein Lorentzkraft-Anemometriesystem wird auch als Lorentzkraft-Anemometer bezeichnet.

## Prinzip

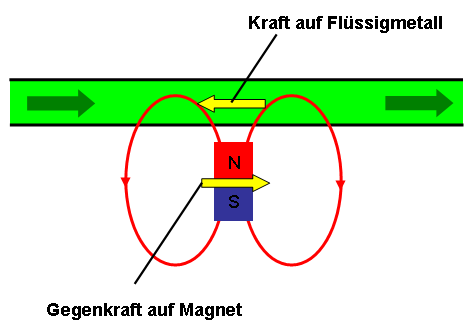
Grundprinzip der Lorentzkraft-Anemometrie

Das Grundprinzip der Lorentzkraft-Anemometrie ist in der Abbildung dargestellt. Bewegt sich ein elektrisch leitfähiges Fluid wie zum Beispiel flüssiges Aluminium in einem Rohr unter dem Einfluss eines von einem Permanentmagneten erzeugten Magnetfeldes, so werden im Fluid Wirbelströme erzeugt. Diese induzieren eine elektromagnetische Kraft, die Lorentzkraft, welche der Bewegung des Fluids entgegenwirkt. Gemäß dem dritten newtonschen Gesetz „Kraft = Gegenkraft“ (actio = reactio) wirkt eine gleich starke jedoch entgegengesetzt gerichtete Kraft auf den Permanentmagnet. Diese Kraft ist proportional zur mittleren Geschwindigkeit sowie zur elektrischen Leitfähigkeit des Fluids. Durch Messung dieser Kraft ist es möglich, die Strömungsgeschwindigkeit des Fluids zu bestimmen.
Flüssigmetalle und Elektrolyte sind para- oder diamagnetisch und werden deshalb von einem Permanentmagnet nur in außerordentlich geringem Maße angezogen beziehungsweise abgestoßen. Die Entstehung der beim LKA genutzten Lorentzkraft hat somit nichts mit klassischen magnetischen Anziehungs- oder Abstoßungskräften zu tun. Sie ist ausschließlich auf Wirbelströme zurückzuführen, deren Stärke von der elektrischen Leitfähigkeit, von der Bewegungsgeschwindigkeit und von der Amplitude des Magnetfeldes abhängt.

## Geschichte
Die Lorentzkraft-Anemometrie wurde von dem englischen Physiker Arthur Shercliff in den 1950er Jahren erfunden. Sie fand jedoch über mehrere Jahrzehnte keine praktische Nutzung. Erst mit der Entwicklung leistungsfähiger Permanentmagnetsysteme, präziser Kraftmessverfahren und spezieller Simulationssoftware ist es möglich geworden, diese Technologie zur Industriereife zu führen. Derzeit werden Lorentzkraft-Anemometer für Anwendungen in der Metallurgie entwickelt und stehen an der Schwelle zur Marktreife.